# Ла-Птит-Пьер
Ла-Птит-Пьер (фр. La Petite-Pierre) — коммуна на северо-востоке Франции в регионе Гранд-Эст (бывший Эльзас — Шампань — Арденны — Лотарингия), департамент Нижний Рейн, округ Саверн, кантон Ингвиллер. До марта 2015 года коммуна являлась административным центром одноимённого упразднённого кантона.
Площадь коммуны — 19,57 км², население — 605 человек (2006) с тенденцией к стабилизации: 633 человека (2013), плотность населения — 32,4 чел/км².

## Население
Население коммуны в 2011 году составляло 622 человека, в 2012 году — 629 человек, а в 2013-м — 633 человека.
| 1962 | 1968 | 1975 | 1982 | 1990 | 1999 | 2006 | 2008 | 2011 | 2012 | 2013 |
| ---- | ---- | ---- | ---- | ---- | ---- | ---- | ---- | ---- | ---- | ---- |
| 624  | 637  | 632  | 675  | 623  | 612  | 605  | 602  | 622  | 629  | 633  |

Динамика населения:

## Экономика
В 2010 году из 379 человек трудоспособного возраста (от 15 до 64 лет) 298 были экономически активными, 81 — неактивными (показатель активности 78,6 %, в 1999 году — 72,1 %). Из 298 активных трудоспособных жителей работали 274 человека (152 мужчины и 122 женщины), 24 числились безработными (7 мужчин и 17 женщин). Среди 81 трудоспособных неактивных граждан 17 были учениками либо студентами, 42 — пенсионерами, а ещё 22 — были неактивны в силу других причин.

## Достопримечательности (фотогалерея)

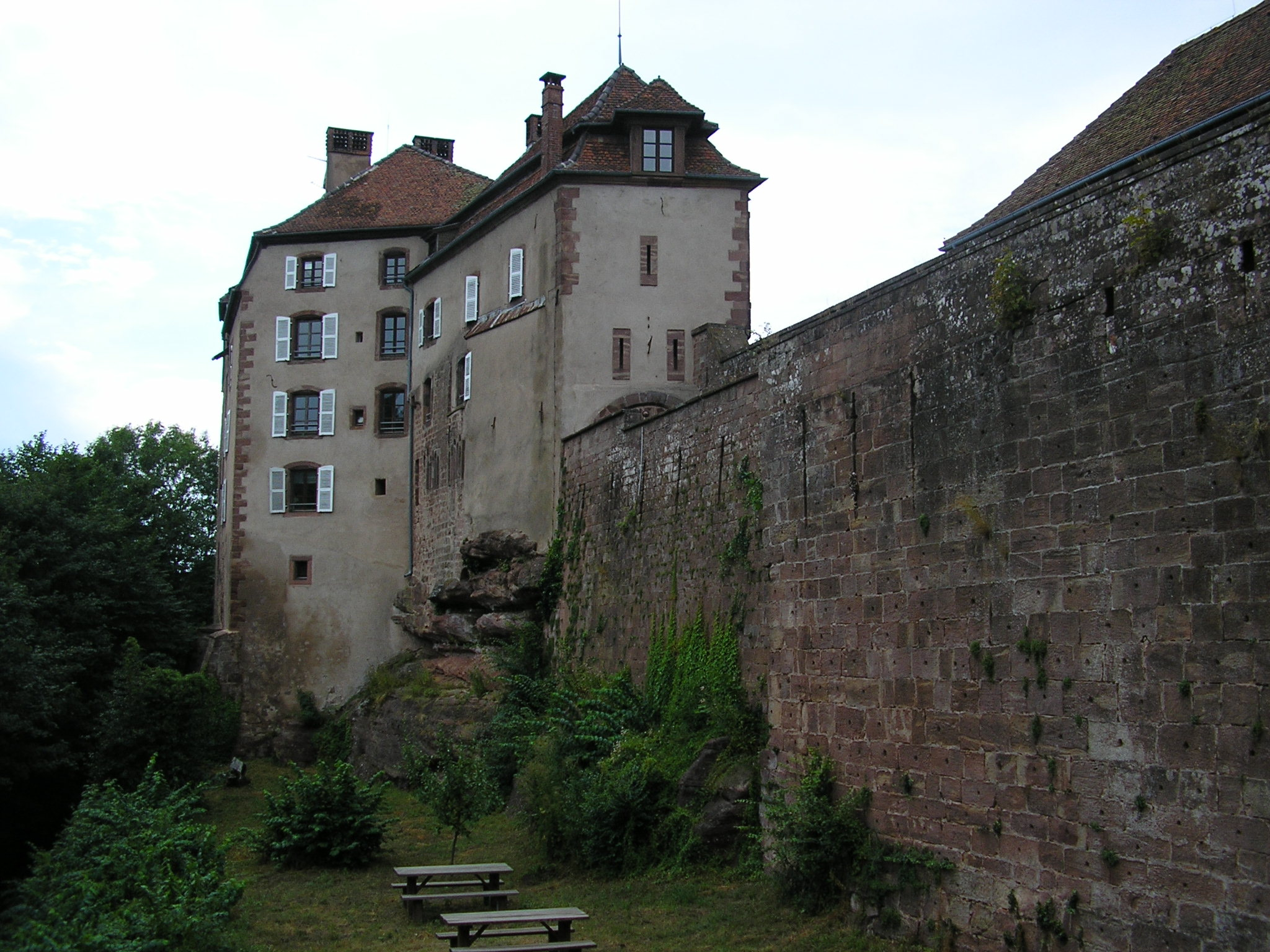
Шато
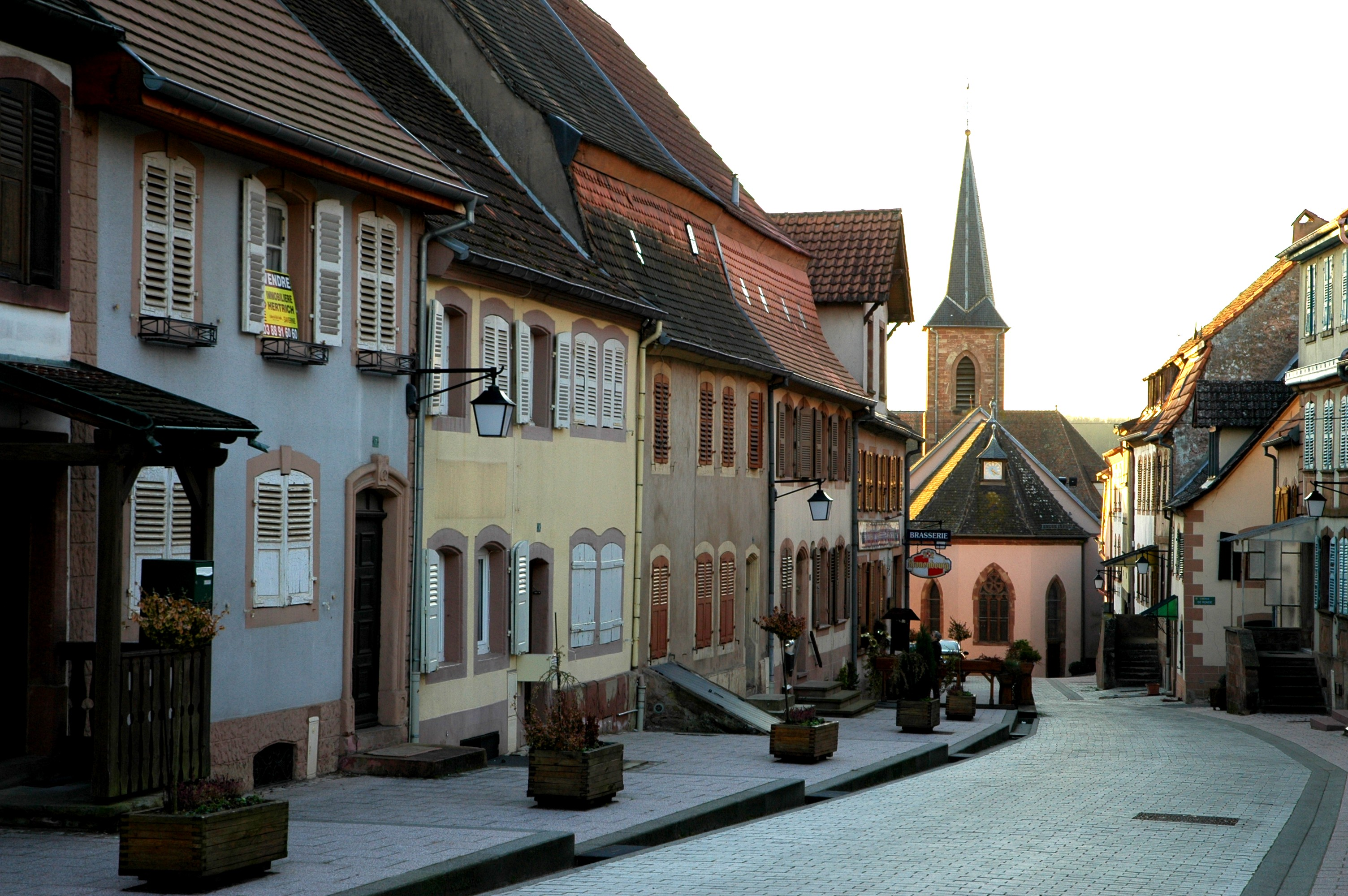
На улице
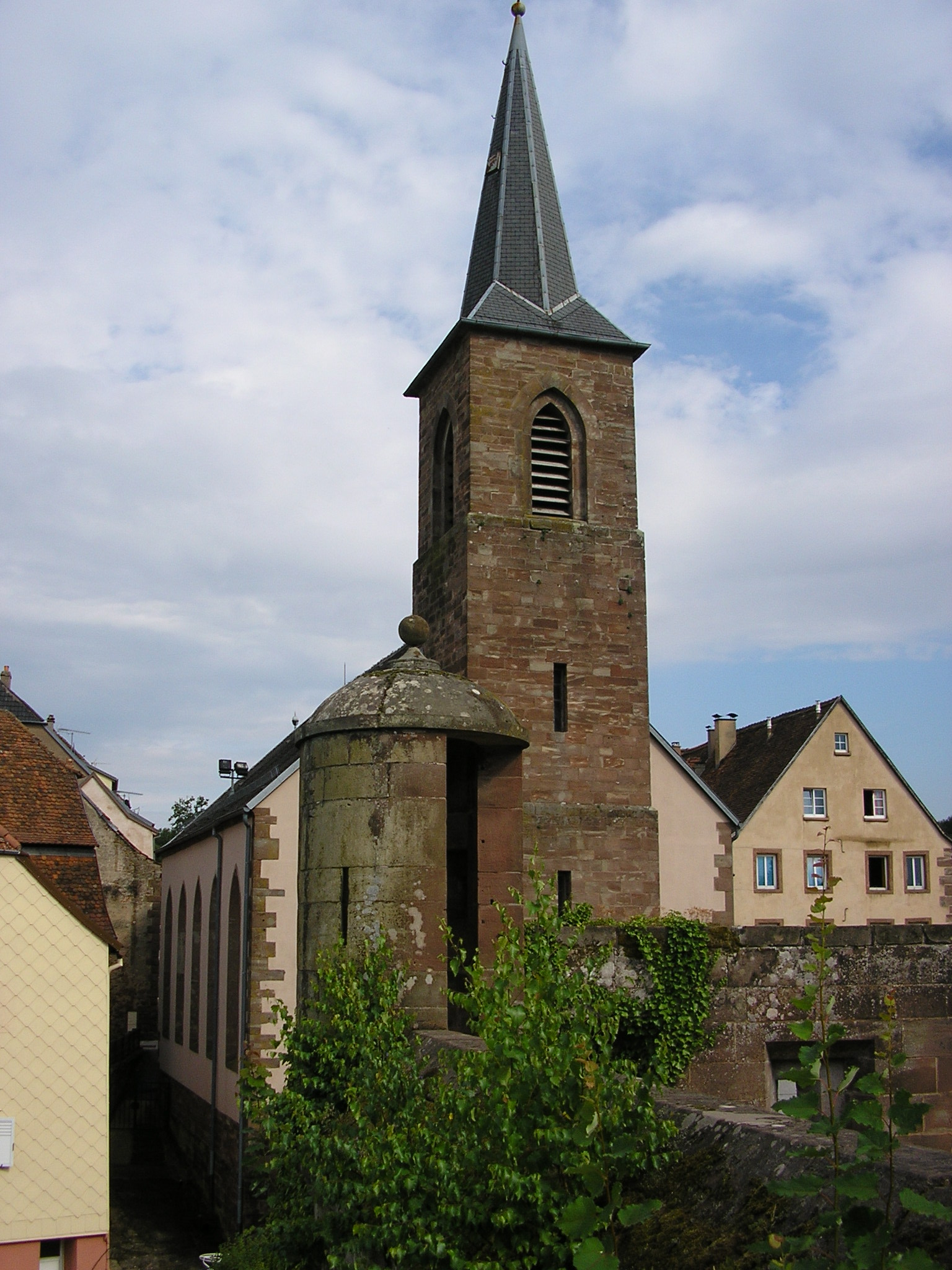
Церковь
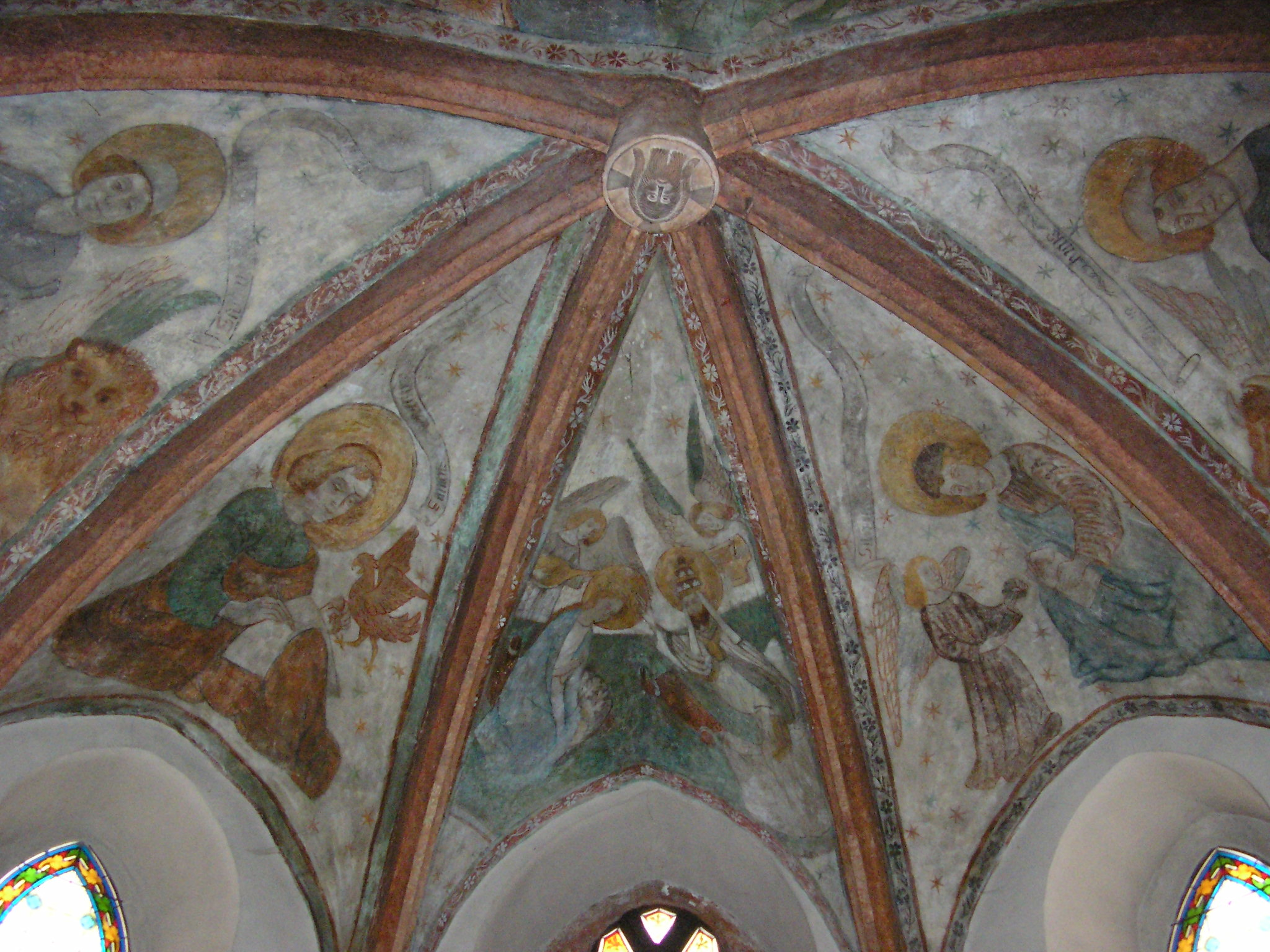
Фреска церкви Нотр-Дам
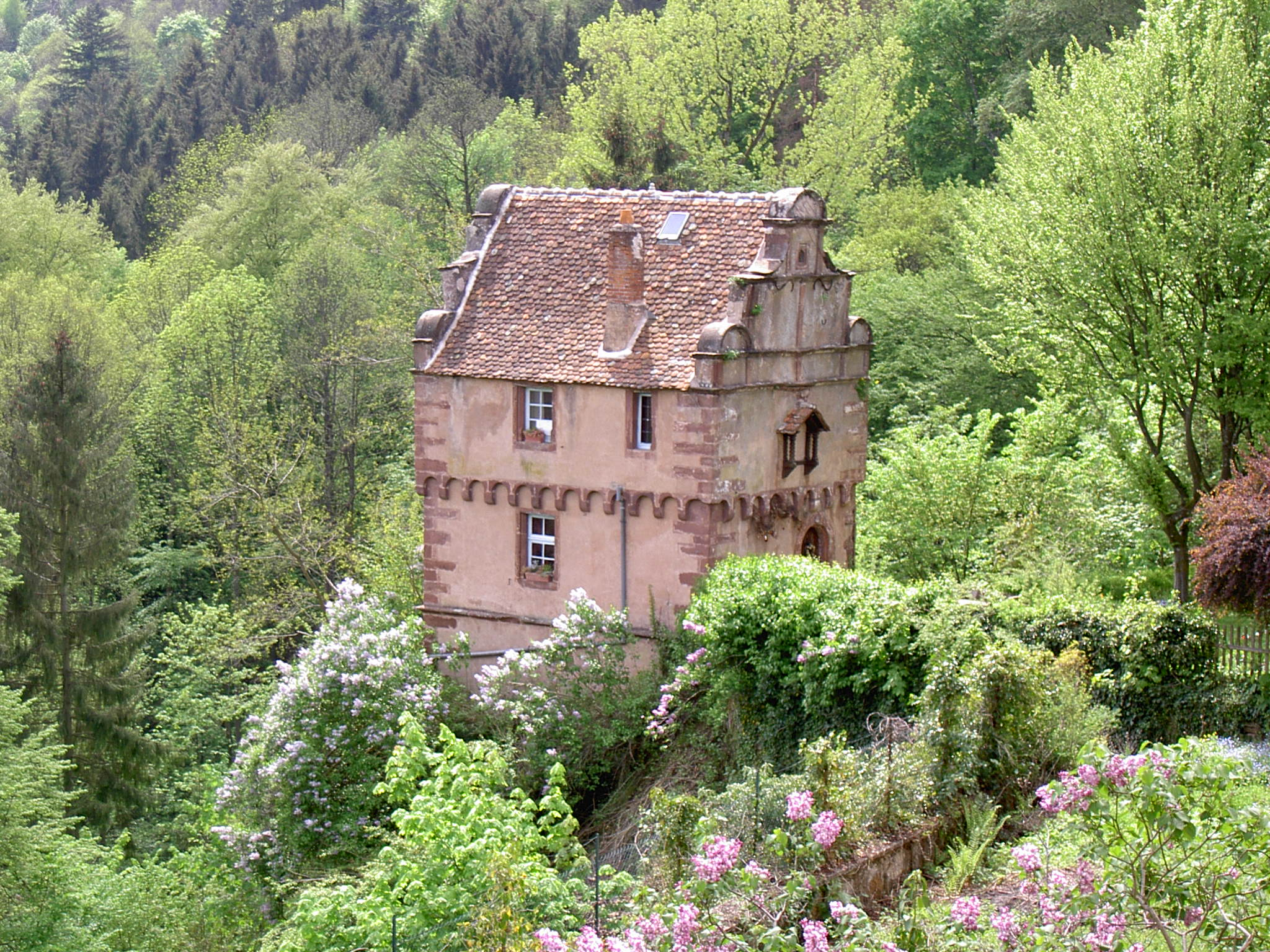
Старое здание
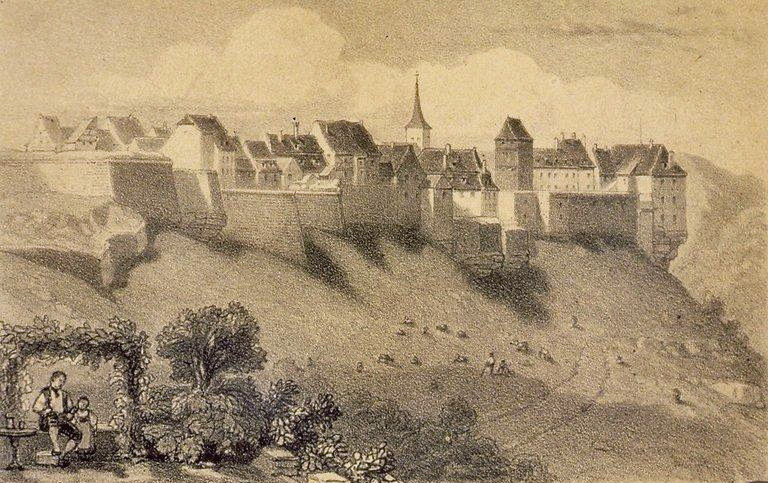
Форт Ла-Птит-Пьер